# José Luis Vázquez Borau
José Luis Vázquez Borau (Barcelona, 1 de gener de 1946) és un teòleg, filòsof i escriptor impulsor del personalisme. Ha escrit més de 150 llibres d'espiritualitat, filosofia i religions.
Doctor en filosofia i teologia, va ser membre del consell editorial de la «Colección Persona» de la Fundación Emmanuel Mounier durant el període 2011-2020; membre del consell editorial-internacional d'Aleteia entre 2012 i 2015; col·laborador de Actualidad bibliográfica de Teología i Filosofía del 2016-202 i membre del consell editorial des de 2019 i col·laborador de la Revista Religión y Escuela del 2012 al 2023. Ha rebut diferents esments i premis com el «Premi Emmanuel Mounier de 2000», el «Premi Betània a l'escriptor de l'any 2006» i el Primer premi del concurs de Literatura V Centenario de Santa Teresa de Jesús del Congreso interuniversitario «Santa Teresa de Jesús maestra de vida», Ávila, 1-3 agost 2015. President d'honor de l'Institut Emmanuel Mounier de Catalunya; President de RIES (Red Iberoamericana d'Estudi de les Sectes); i Fundador de la Comunitat Ecumènica Horeb Carles de Foucauld.

## Selecció d'obres
- El Evangelio de la amistad (DDB, Bilbao 2011)[6]
- 365 días con Carlos de Foucauld (Editorial San Pablo, Madrid 2012) Entrevista a Religión Digital (17/1/2013)
- Charles de Foucauld: Encontrar a Dios en el desierto (Digital Reasons, Madrid 2019).
- Libro de la Comunidad Ecuménica Horeb Carlos de Foucauld, Independently published, Madrid 2022
- La fuerza de la no violencia, (Institut Eemmanuel Mounier Catalunya,Barcelona 2008[Enllaç no actiu]
- La relación interpersonal en Maurice Nédoncelle Fundación E. Mounier, Madrid 2013.
- Cultos afroamericanos y cristianismo (Digital Reasons, 2018)
- Diccionario de las religiones, en digital (Digital Reasons, 2018)
- Taoísmo (Digital Reasons, 2019)[7])
- 1000 pensamientos para iluminar la vida (PPC, 2011)
- Vida de Maximiliano Kolbe (San Pablo, 2010)
- Pedro Casaldàliga, hermano de los sin tierra (Independently published, 2018)
- Etty Hillesum, una mística en el horror nazi, (Digital Reasons 2020)
- Simone Weil y los crucificados de la tierra (Digital Reasons 2021)
- Dorothy Day: Activista i mística (Digital Reasons 2021)
- Hermano de todos. San Carlos de Foucauld (Publicaciones Claretianas 2022)
- Edith Stein, la santa de Auschwitz (San Pablo 2023)
- Diccionario Enciclopédico de las Religiones (Lulu.com 2023)